# Корпоративна структура
Корпоративната структура на една компания се състои от различните отдели, както и мениджмънт и други ключови позиции , различните департаменти допринасят в различни аспекти за постигането на мисията и целите на организацията. Корпорациите могат да варират по форма, но има една доминираща стандартна структура при която обичайни департаменти са маркетинг, финанси и счетоводство, човешки ресурси, ИТ, тези шест департамента обикновено представляват основните департаменти в публично търгуваните компании, макар че обикновено има по-малки департаменти в допълнение на тях, независимо дали под формата на автономни или под- департаменти.
Също така обичайно има CEO (изпълнителен директор), CFO (главен финансов директор), борд на директорите, съставен от директорите на всеки департамент, както и президенти (presidents) или вице президенти (vice presidents) на компанията.